# Saint-Vigor-le-Grand
Pour les articles homonymes, voir Saint-Vigor (homonymie).
Saint-Vigor-le-Grand est une commune française, située dans le département du Calvados en région Normandie, peuplée de 2 533 habitants.

## Géographie
Commune limitrophe au nord-est de Bayeux, dans le Bessin, importante zone d'activité commerciale. Elle possède aussi plusieurs zones résidentielles.
| Vaux-sur-Aure | Longues-sur-Mer          | Magny-en-Bessin                     |
|               | Saint-Vigor-le-Grand     | Sommervieu                          |
| Bayeux        | Saint-Martin-des-Entrées | Vienne-en-Bessin Esquay-sur-Seulles |

### Hydrographie
La commune est située dans le bassin Seine-Normandie. Elle est drainée par l'Aure, le fossé 01 du Petit Fumichon et un autre petit cours d'eau,.
L'Aure, d'une longueur de 82 km, prend sa source dans la commune de Caumont-sur-Aure et se jette  dans la Vire en limite d'Osmanville, Isigny-sur-Mer et Carentan-les-Marais, après avoir traversé 26 communes. 

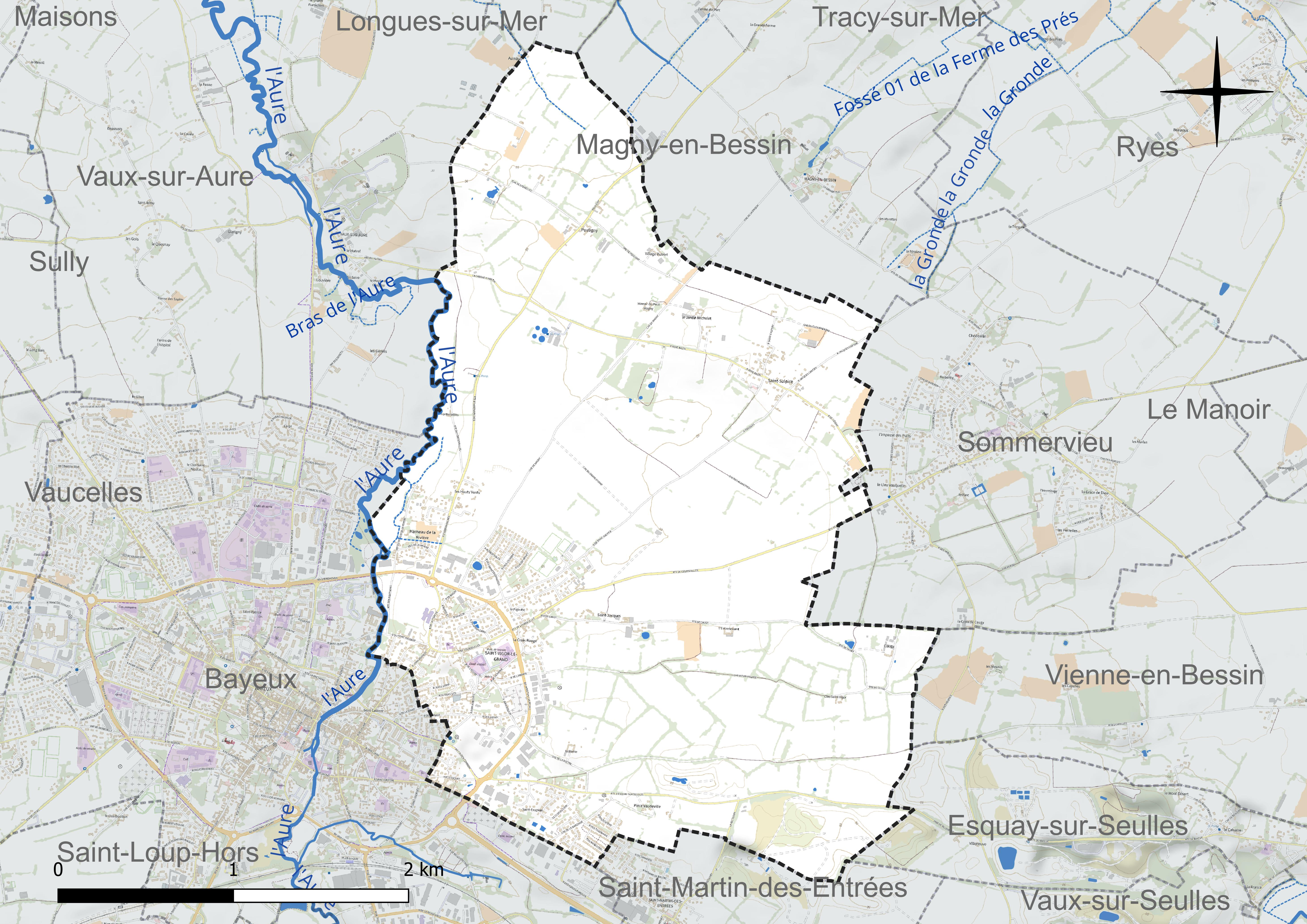
Réseau hydrographique de Saint-Vigor-le-Grand.

### Climat
Pour des articles plus généraux, voir Climat de la Normandie et Climat du Calvados.
En 2010, le climat de la commune est de type climat océanique franc, selon une étude du CNRS s'appuyant sur une série de données couvrant la période 1971-2000. En 2020, Météo-France publie une typologie des climats de la France métropolitaine dans laquelle la commune est exposée à un climat océanique et est dans la région climatique  Normandie (Cotentin, Orne), caractérisée par une pluviométrie relativement élevée (850 mm/a) et un été frais (15,5 °C) et venté. Parallèlement le GIEC normand, un groupe régional d'experts sur le climat, différencie quant à lui, dans une étude de 2020, trois grands types de climats pour la région Normandie, nuancés à une échelle plus fine par les facteurs géographiques locaux. La commune est, selon ce zonage, exposée à un « climat des plateaux abrités », correspondant à la plaine agricole de Caen à Falaise, sous le vent des collines de Normandie et proche de la mer, se caractérisant par une pluviométrie et des contraintes thermiques modérées.
Pour la période 1971-2000, la température annuelle moyenne est de 10,8 °C, avec  une amplitude thermique annuelle de 11,4 °C. Le cumul annuel moyen de précipitations est de 761 mm, avec 12,7 jours de précipitations en janvier et 7,4 jours en juillet. Pour la période 1991-2020, la température moyenne annuelle observée sur la station météorologique la plus proche, située sur la commune de Balleroy-sur-Drôme à 15 km à vol d'oiseau, est de 11,2 °C et le cumul annuel moyen de précipitations est de 924,3 mm,. Pour l'avenir, les paramètres climatiques de la commune estimés pour 2050 selon différents scénarios d'émission de gaz à effet de serre sont consultables sur un site dédié publié par Météo-France en novembre 2022.

## Urbanisme

### Typologie
Au 1er janvier 2024, Saint-Vigor-le-Grand est catégorisée ceinture urbaine, selon la nouvelle grille communale de densité à 7 niveaux définie par l'Insee en 2022.
Elle appartient à l'unité urbaine de Bayeux, une agglomération intra-départementale dont elle est une commune de la banlieue,. Par ailleurs la commune fait partie de l'aire d'attraction de Caen, dont elle est une commune de la couronne,. Cette aire, qui regroupe 296 communes, est catégorisée dans les aires de 200 000 à moins de 700 000 habitants,.

### Occupation des sols
L'occupation des sols de la commune, telle qu'elle ressort de la base de données européenne d'occupation biophysique des sols Corine Land Cover (CLC), est marquée par l'importance des territoires agricoles (79,5 % en 2018), en diminution par rapport à 1990 (85,1 %). La répartition détaillée en 2018 est la suivante :
terres arables (46 %), zones agricoles hétérogènes (19,7 %), zones urbanisées (15,8 %), prairies (13,8 %), mines, décharges et chantiers (4,6 %). L'évolution de l'occupation des sols de la commune et de ses infrastructures peut être observée sur les différentes représentations cartographiques du territoire : la carte de Cassini (XVIIIe siècle), la carte d'état-major (1820-1866) et les cartes ou photos aériennes de l'IGN pour la période actuelle (1950 à aujourd'hui).

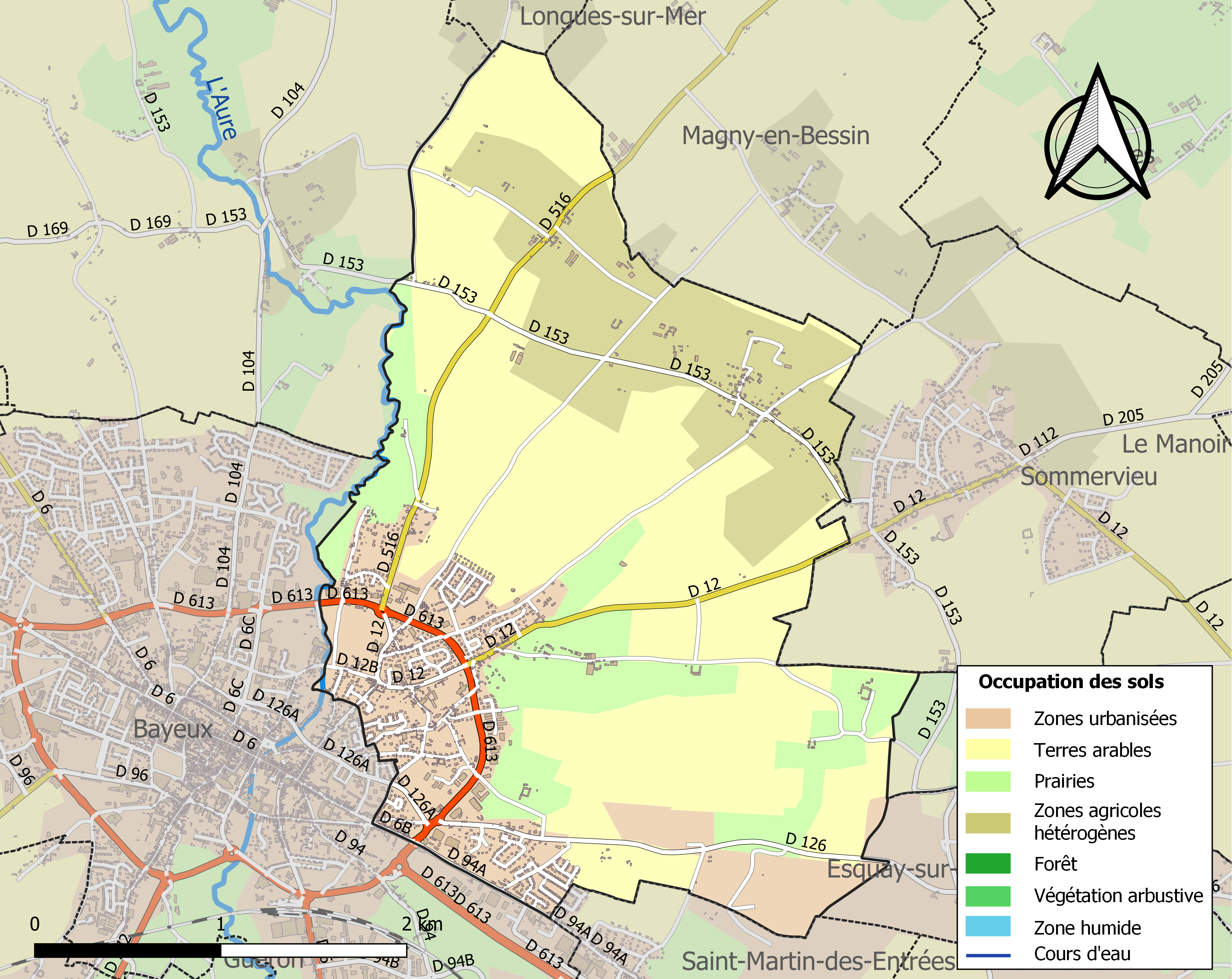
Carte des infrastructures et de l'occupation des sols de la commune en 2018 (CLC).

## Toponymie
Le nom de la localité est attesté sous la forme de S Vigore vers 1066, Sanctus Vigor juxta Baiocas en 1277 (cartulaire normand no 902, p. 216), Sancti Vigoris prope Bajocas XIVe siècle (livre pelut de Bayeux), Saint-Vigor-les-Bayeux aux XVIe et XVIIe siècles[réf. nécessaire].
Vigor de Bayeux fut évêque de Bayeux de 513 à 537, il a donné son nom à la commune, il y éleva un séminaire et y eut peut-être son tombeau. Contemporain de Clovis au VIe siècle et disciple de saint Vaast, il toucha la terre normande à l'embouchure de la Seulles et s'établit à Reviers comme ermite avant d'être appelé comme évêque de Bayeux.
Le Grand fait allusion au « grand séminaire » du diocèse. Il existait, aussi, un « petit séminaire » dans la ville.
Une autre commune du Calvados porte le nom de Saint-Vigor : Saint-Vigor-des-Mézerets.

## Histoire
Le mons Phœnus était un haut lieu de culte des Bajocasses jusqu'à ce que saint Vigor y détruise un temple avec l'accord de Childebert Ier. Il construisit à son emplacement un monastère dédié aux saints Pierre et Paul. Le mont Phaunus fut rebaptisé en mont Chrismat.
- Le monastère de Saint-Pierre-et-Paul pris le nom de Saint-Vigor, une abbaye y fut détruite par les invasions normandes.
- Odon, frère de Guillaume le Conquérant  restaura ce monastère comme prieuré bénédictin.

## Politique et administration

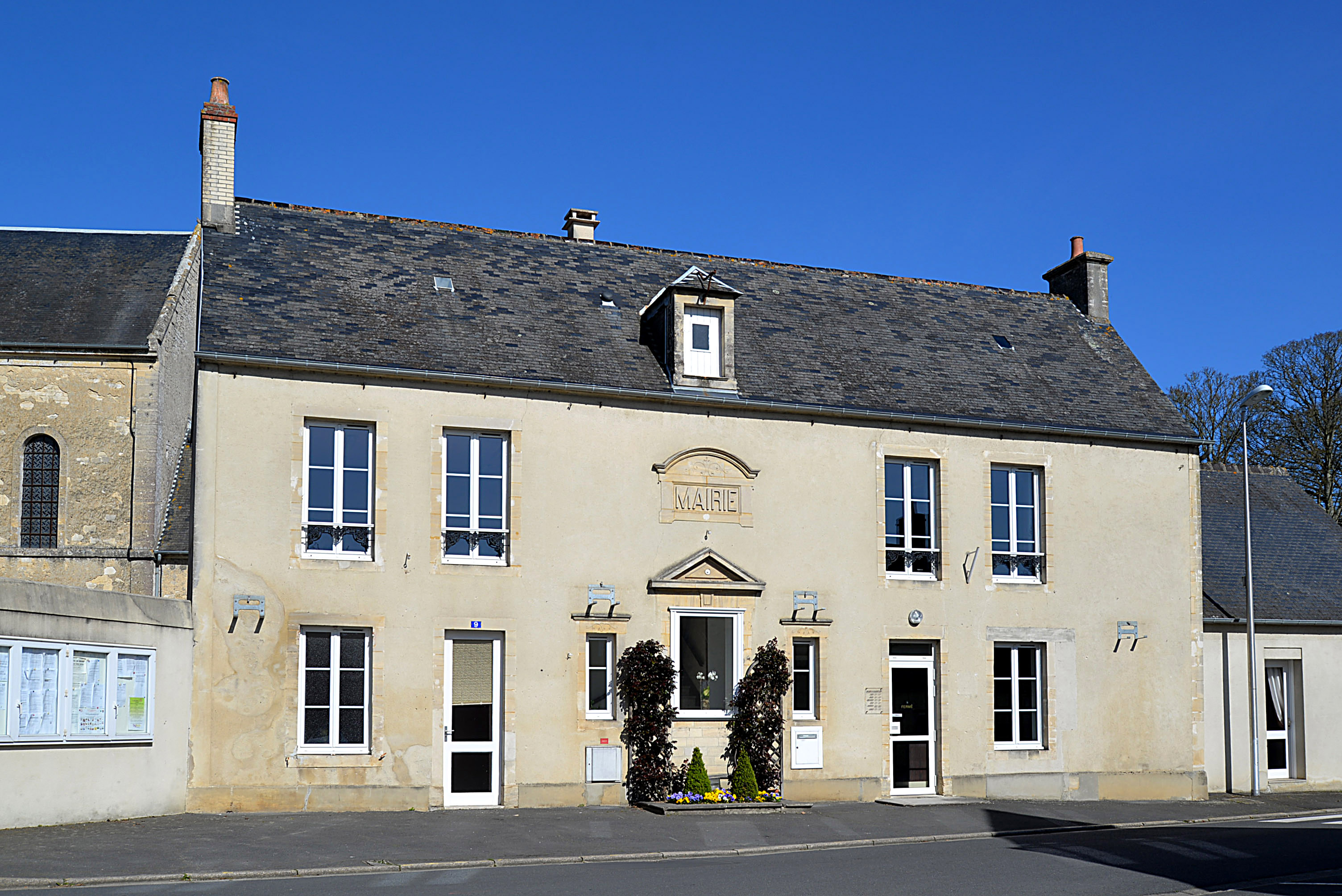
La mairie.

| Période                                  | Période   | Identité       | Étiquette | Qualité                                                       |
| ---------------------------------------- | --------- | -------------- | --------- | ------------------------------------------------------------- |
| mars 1959                                | mars 1989 | Marcel Garnier | DVD       | Ancien conseiller général du canton de Balleroy (1949 → 1955) |
| mars 1989                                | juin 1995 | Julien Jamet   |           |                                                               |
| juin 1995                                | mars 2008 | Claude Marazzi |           | Chef d'entreprise                                             |
| mars 2008                                | en cours  | Benoît Ferrut  | DVD       | Coordinateur commercial                                       |
| Les données manquantes sont à compléter. |           |                |           |                                                               |

## Démographie
L'évolution du nombre d'habitants est connue à travers les recensements de la population effectués dans la commune depuis 1793. Pour les communes de moins de 10 000 habitants, une enquête de recensement portant sur toute la population est réalisée tous les cinq ans, les populations de référence des années intermédiaires étant quant à elles estimées par interpolation ou extrapolation. Pour la commune, le premier recensement exhaustif entrant dans le cadre du nouveau dispositif a été réalisé en 2004.
En 2022, la commune comptait 2 533 habitants, en évolution de +5,45 % par rapport à 2016 (Calvados : +1,58 %, France hors Mayotte : +2,11 %).
| 1793 | 1800 | 1806 | 1821 | 1831 | 1836 | 1841 | 1846 | 1851 |
| ---- | ---- | ---- | ---- | ---- | ---- | ---- | ---- | ---- |
| 695  | 662  | 711  | 708  | 668  | 687  | 752  | 753  | 879  |

| 1856 | 1861  | 1866 | 1872 | 1876 | 1881 | 1886 | 1891 | 1896 |
| ---- | ----- | ---- | ---- | ---- | ---- | ---- | ---- | ---- |
| 901  | 1 024 | 972  | 919  | 889  | 851  | 906  | 903  | 880  |

| 1901 | 1906 | 1911 | 1921 | 1926 | 1931 | 1936 | 1946  | 1954  |
| ---- | ---- | ---- | ---- | ---- | ---- | ---- | ----- | ----- |
| 873  | 879  | 795  | 745  | 779  | 744  | 829  | 1 078 | 1 329 |

| 1962  | 1968  | 1975  | 1982  | 1990  | 1999  | 2004  | 2006  | 2009  |
| ----- | ----- | ----- | ----- | ----- | ----- | ----- | ----- | ----- |
| 1 195 | 1 304 | 1 588 | 1 752 | 2 032 | 1 901 | 1 949 | 2 005 | 2 016 |

| 2014  | 2019  | 2022  | - | - | - | - | - | - |
| ----- | ----- | ----- | - | - | - | - | - | - |
| 2 338 | 2 490 | 2 533 | - | - | - | - | - | - |

## Économie
La commune se situe dans la zone géographique des appellations d'origine protégée (AOP) Beurre d'Isigny et Crème d'Isigny.

## Culture locale et patrimoine

### Lieux et monuments
- Église Saint-Sulpice, XIIIe siècle.
- Abbaye Saint-Vigor-le-Grand du VIIe siècle, classée monument historique en 1908 et depuis transformé en IME, couvent des religieuses de Notre-Dame de la Charité.
- Église paroissiale Saint-Vigor, XVIIIe siècle.
- Ancien prieuré Saint-Nicolas-de-la-Chesnaye, léproserie située sur la route de Caen[30].

Les bâtiments notables en centre-ville :
- la mairie ;
- l'école primaire-maternelle de Saint-Vigor, accueillant environ 150 élèves chaque année depuis 1880.

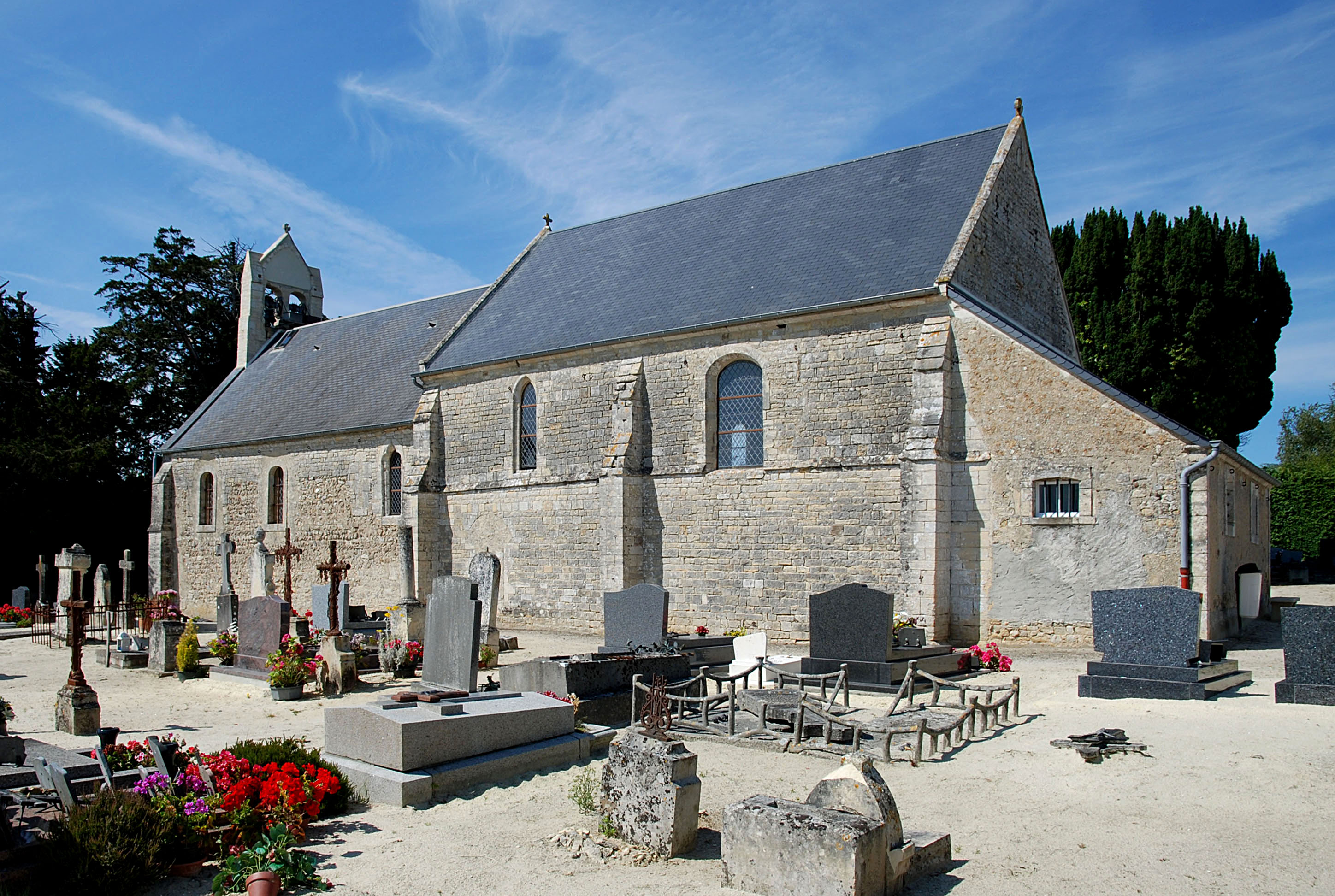
L'église Saint-Sulpice.
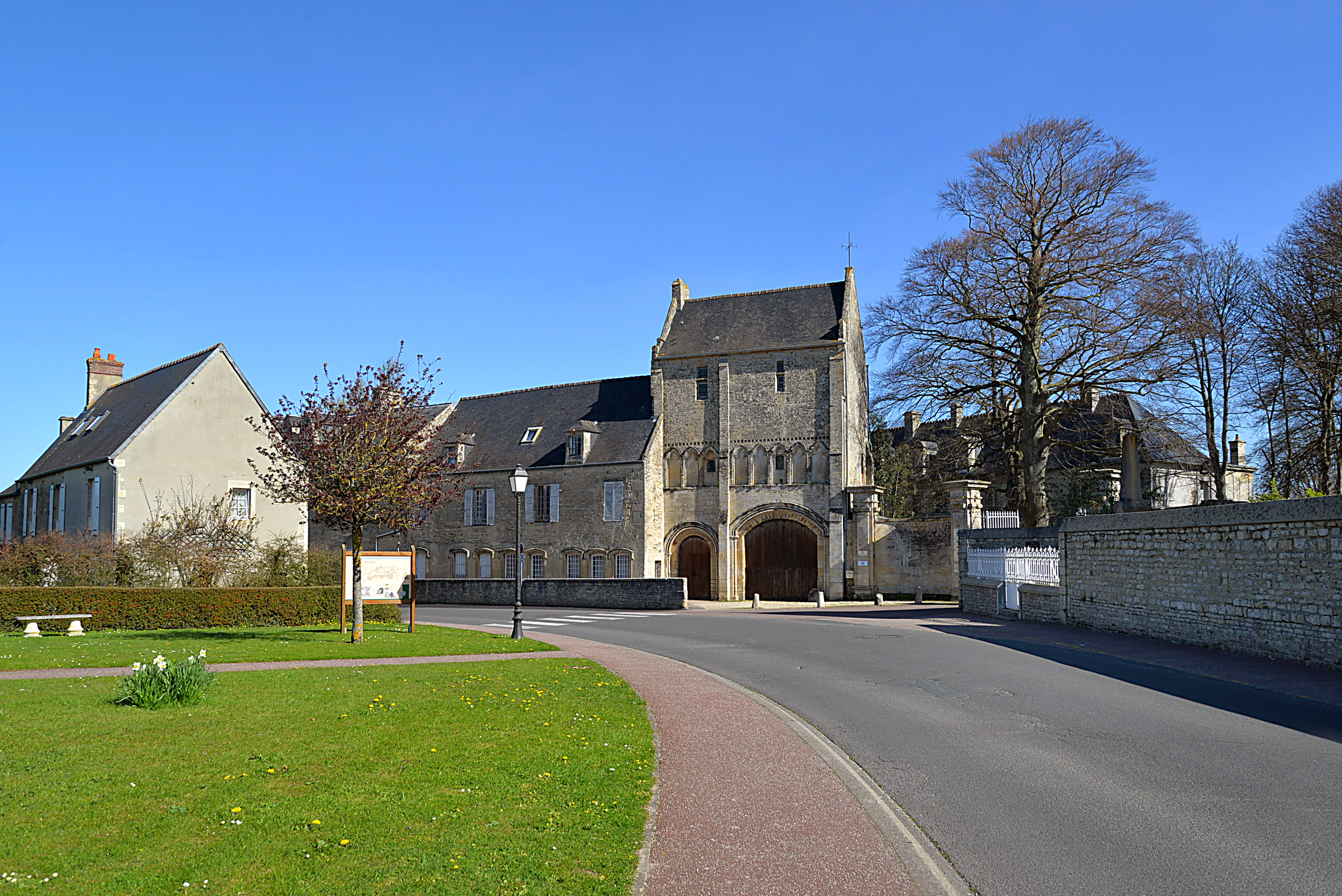
Vue extérieure du prieuré Saint-Vigor.
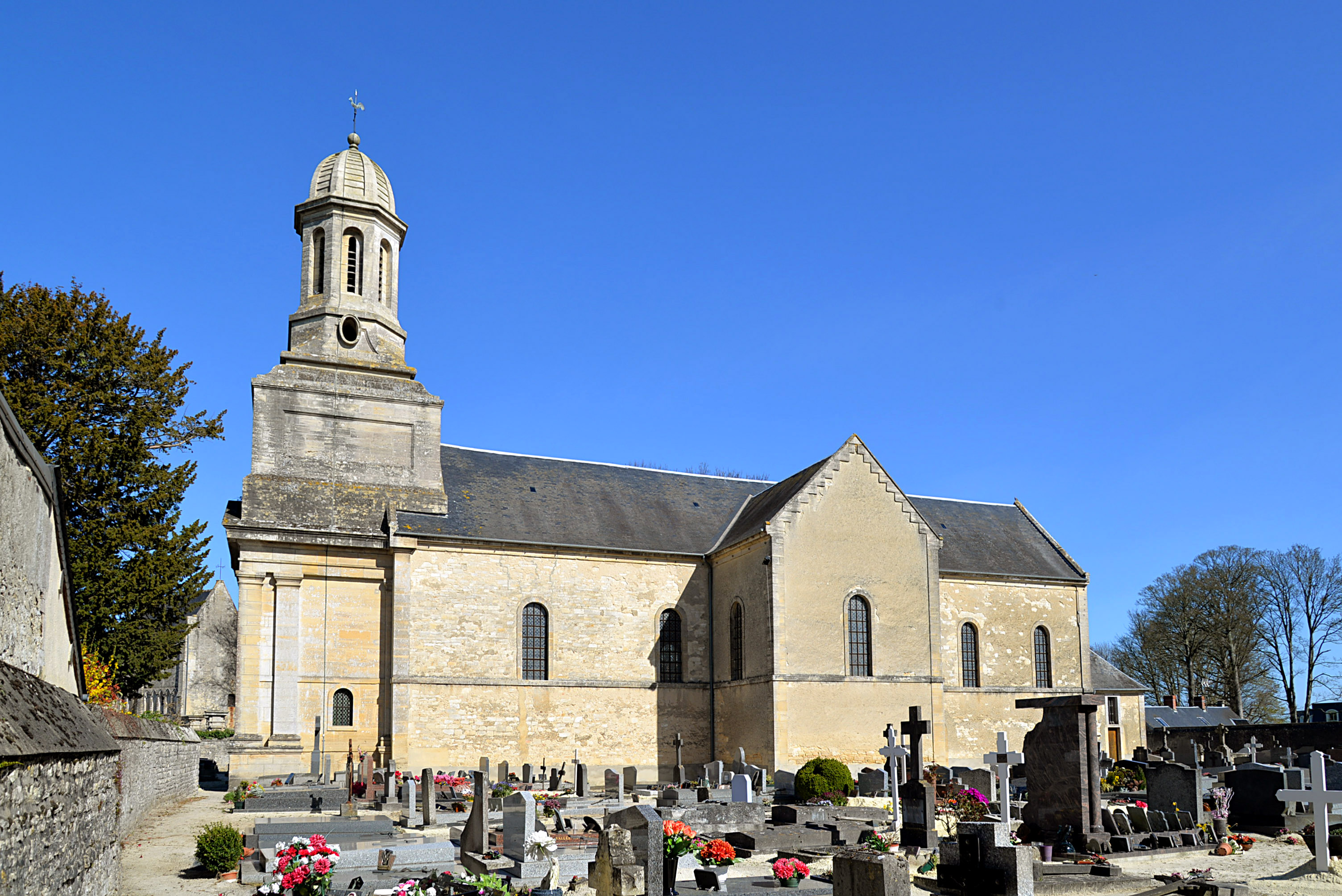
L'église Saint-Vigor.

### Personnalités liées à la commune
- Vigor de Bayeux, évêque de Bayeux de 511 à 537 ou 538.
- Gaston Rousseau (1925-2019), coureur cycliste, y est mort.
- Roland Lefranc (1931-2000), artiste peintre, vécut à Saint-Vigor-le-Grand.

### Héraldique
| Blason de Saint-Vigor-le-Grand | Les armes de Saint-Vigor-le-Grand se blasonnent ainsi : Parti : au 1er d'azur à la porte du prieuré du lieu d'or couverte et ajourée de sable, portillée au naturel, à la chaise de saint Vigor du même brochant en pointe à senestre, au 2e de sinople au chêne au naturel englanté d'or, sur le tout au chef de gueules chargé de deux léopards d'or l'un sur l'autre. Les deux léopards d'or sur champ de gueules rappellent les armes de la Normandie. |